# Комощица
 Тази статия е за селото в Ломско.  За селото в Годечко вижте Комщица.  
Комощѝца е село в Северозападна България, община Якимово, област Монтана.

## География
Село Комощица се намира на около 34 km север-североизточно от областния център Монтана, около 13 km юг-югоизточно от град Лом и около 10 km запад-северозападно от град Вълчедръм. Разположено е в Западната Дунавска равнина. Климатът е умерено континентален. Надморската височина в центъра на селото е около 135 m, на север нараства до около 150 m, а на юг намалява до около 115 – 120 m.
Общински път свързва селото на юг със село Якимово, а на север-северозапад – с град Лом.
В землището на Комощица, на течащата от запад на изток по южния край на селото река Душилница, се намират микроязовирите Вълков връх и Илиевското.

## История
Името на селото произлиза от растението камъш – вид тръстика (папур). Съборът на Комощица се провежда последната седмица на месец октомври.
Към 30-те години на XX век жителите на Комощица до известна степен запазват своя по-ранен преходен диалект и са част от говорен остров от десетина села по долното течение на Цибър.

### Училище
Училището в село Комощица е създадено непосредствено след Освобождението. От началото е първоначално четирикласно училище с наименование „Берковска махала“. От 1900 г. към училището се откриват и вечерни курсове за ограмотяване на населението. От 1921 г. е открит първи прогимназиален клас и училището става непълно основно, а с откриването и на втори прогимназиален клас от следващата 1922/1923 учебна година то прераства в пълно основно училище. През учебната 1956/1957 г. основното училище се разделя на две самостоятелни училища: Народно Начално училище „Кирил и Методи“ и Народна смесена прогимназия „Иван Вазов“. Разделянето е продиктувано от голямата отдалеченост на сградите, в които се помещават училищата. След учебната 1965/1966 г. двете училища отново са обединени в едно основно училище „Христо Ботев“ в новопостроена училищна сграда. От 1992 г. училището е полуинтернат с целодневно пребиваване на учениците. Броят на учениците постоянно намалява, през учебната 2015/2016 г. – до 31 ученика.
Към 2021 г. в Комощица няма функциониращо училище.

### Църква
Изграждането на църковен храм „Света Параскева“ в селото започва през 1881 г. и завършва през 1883 г. Построен е с труд и парични средства от жителите на Комощица и съседните села. Голяма помощ е оказана от село Расово. Основният камък е положен и мястото осветено от Видинския митрополит Антим на 24 юни (по стар стил) 1881 г. Изграждането е започнато от майсторите Томо и братята Христо и Мино от град Дебър. Завършена е от Никола и Стефан Смилеви, от същия град. Освещаването е извършено на 13 юли (30 юни по стар стил) 1884 г. от Софийския митрополит Партений. Строежът е извършен със съдействието на свещеник Върбан Първанов Спасов.
Към 2021 г. в списъците на Светия Синод на Българската православна църква – Българска патриаршия не фигурира храм в село Комощица.

### Читалище
Читалището в Комощица е учредено на 31 януари 1899 г. под наименование „Самосъзнание“. Непосредствено след основаването на читалището, първите читалищни деятели започват своята просветна работа с даване на представления. Най-популярна е пиесата „Многострадална Геновева“, следват „Иванку, убиецът на Асеня“, „Илю Войвода“, „Чорбаджи Михалаки“. Представленията са изнасяни в училище „Христо Ботев“, като за удобство тухлената стена между две класни стаи е премахната и заменена с подвижна дъсчена стена, която при представление се сваля, а след свършването му се поставя отново на мястото ѝ, за да могат да се провеждат учебни занятия с учениците. Така читалището продължава да работи до 1905 г. От 1905 до 1908 г. то не развива дейност. През 1910 г. е утвърден официално първият устав от 1899 г, при което се изменя и името на читалището на „Съзнание“.
Дейността на читалището спира от обявяването на Балканската война 1912 г. и е възобновена едва през 1921 г. През следващите години се набавя подвижна театрална сцена (поставена в училището „Кирил и Методий“), създават се библиотека и читалня, читалището получава 5 ha от общинската мера, които се дават под наем, а със средствата от наема се закупуват книги. През 1943 г. библиотеката към читалището притежава 2152 тома. Най-голям дял от просветната работа при читалището продължават да бъдат театралните представления, като е създаден и самодеен състав на театъра с ръководител Еремия Еремиев, бивш артист от Народния театър. При читалището е образуван Народен университет за популяризиране на научни знания всред населението, работещ от 1928 г. с лектори предимно учители. Наред с тези дейности към читалището съществува и четиригласен хор, както и читалищен оркестър, в който свирят Димитър Младенов Ценов, Александър Апостолов, Славчо Илиев Кнезов, Цветан Петков Иванов, Владимир Гаврилов Ваков, Ефрем Гр. Донков, Янаки Върбанов.
През 1935 г. започва подготовката за строеж на читалище-паметник по стопански начин. С построяването на първия етап на читалищната сграда, дейност започва да се развива в собствената сграда на читалището.
След 9 септември 1944 г. се построява и вторият етап от читалището със собствени средства и субсидии. Закупен е прожекционен киноапарат. През този период е променено и името на читалището на „Владимир Гаврилов Ваков – 1899 г.“.
От 1968 г. дейността на читалището намалява.

### ТКЗС
Трудово кооперативно земеделско стопанство (ТКЗС) – село Комощица е учредено на 22 юли 1945 г. от 92 учредители с 239,25 ha земя, с дребен инвентар и добитък. През 1952 г. е извършена масовизация на стопанството. Водещ отрасъл е растениевъдството, съпътстван от животновъдството. Наред с тях има техническа работилница, консервна и тухларна работилница, воденица и други. При уедряването на кооперативните стопанства през 1958 г. ТКЗС – село Комощица се обединява с ТКЗС – село Расово. През януари 1959 г. стопанството се отделя от обединеното ТКЗС и отново е самостоятелно. При следващото уедряване, през 1970 г., стопанството в село Комощица се присъединява към Аграрно-промишлен комплекс (АПК) „Дунав“ – Лом, впоследствие към Промишлено-аграрен комплекс (ПАК), при което е отнета юридическата самостоятелност на стопанството и то остава като клон на производствена единица на ПАК – Лом. Следват още организационни промени, довели стопанството до статута на „Комплексна бригада“, която от 15 септември 1989 г. се преобразува в ТКЗС – село Комощица с предмет на дейност растениевъдство, животновъдство и странични дейности. Със заповед № 265/24.04.1992 г. областният управител назначава ликвидационен съвет. С решение от 31 януари 1994 г. Окръжният съд – Монтана вписва в регистъра при съда прекратяване дейността на ТКЗС – село Комощица и обявява същото в ликвидация.

## Население
Населението на село Комощица наброява 2884 души при преброяването към 1934 г. и 3053 към 1946 г., намалява до 1543 към 1992 г. и 806 (по текущата демографска статистика за населението) към 2020 г.
При преброяването на населението към 1 февруари 2011 г., от обща численост 970 лица, за 847 лица е посочена принадлежност към „българска“ етническа група, за 6 – към „турска“, за 100 – към ромска, за 6 – към други, за 3 – не се самоопределят и за 8 не е даден отговор.

## Обществени институции
Село Комощица към 2021 г. е център на кметство Комощица.
В село Комощица към 2021 г. има:
- действащо читалище „Владимир Гаврилов Ваков – 1899 г.“;[16][17]
- пощенска станция.[18]

## Личности
- Евгени Миланов (1945), професор, доктор на науките, инженер, заместник директор на Центъра по Хидро- и Аеродинамика към БАН
- Иван Григоров (1944 – 2013), актьор
- Никодим Попов (1911 – 1996), подпредседател на VII ВНС